# Lasgraisses
Lasgraïsses redirige ici.
Lasgraisses (nommée également Lasgraïsses non officiellement), en occitan : Las Graissas, est une commune française située dans le département du Tarn en région Occitanie. Sur le plan historique et culturel, la commune est dans le Gaillacois, un pays qui doit sa notoriété à la qualité de ses vins.
Exposée à un climat océanique altéré, elle est drainée par le Candou, l'Agros, le ruisseau de Brignou et par divers autres petits cours d'eau. La commune possède un patrimoine naturel remarquable composé d'une zone naturelle d'intérêt écologique, faunistique et floristique.
Lasgraisses est une commune rurale qui compte 575 habitants en 2022, après avoir connu une forte hausse de la population depuis 1975.  Elle fait partie de l'aire d'attraction d'Albi. Ses habitants sont appelés les Lasgraïssois ou  Lasgraïssoises.

## Géographie

### Localisation
Commune située au sud d'Albi sur l'Agros à la croisée des axes Albi-Graulhet et Réalmont-Gaillac (à moins de 15 km de chacun de ces bassins d'emplois, elle est également à 45 minutes de la métropole régionale qu'est Toulouse).

### Communes limitrophes
Les communes limitrophes sont  Cadalen, Fénols, Labessière-Candeil, Orban et Sieurac.
|         | Fénols             |         |
| Cadalen | Lasgraisses        | Orban   |
|         | Labessière-Candeil | Sieurac |

### Hydrographie
La commune est dans le bassin de la Garonne, au sein du bassin hydrographique Adour-Garonne. Elle est drainée par le Candou, l'Agros, le ruisseau de Brignou, le ruisseau de la Bouffie, le ruisseau de Merdialou, le ruisseau de Nigret, le ruisseau de Sanguinières, le ruisseau des Monges et par divers petits cours d'eau, qui constituent un réseau hydrographique de 15 km de longueur totale,.
Le Candou, d'une longueur totale de 11,2 km, prend sa source dans la commune et s'écoule du sud-est vers le nord-ouest. Il traverse la commune et se jette dans le ruisseau de Saudronne à Brens, après avoir traversé 3 communes.
L'Agros, d'une longueur totale de 19,4 km, prend sa source dans la commune de Lamillarié et s'écoule du nord-est au sud-ouest. Il traverse la commune et se jette dans le Dadou à Graulhet, après avoir traversé 8 communes.

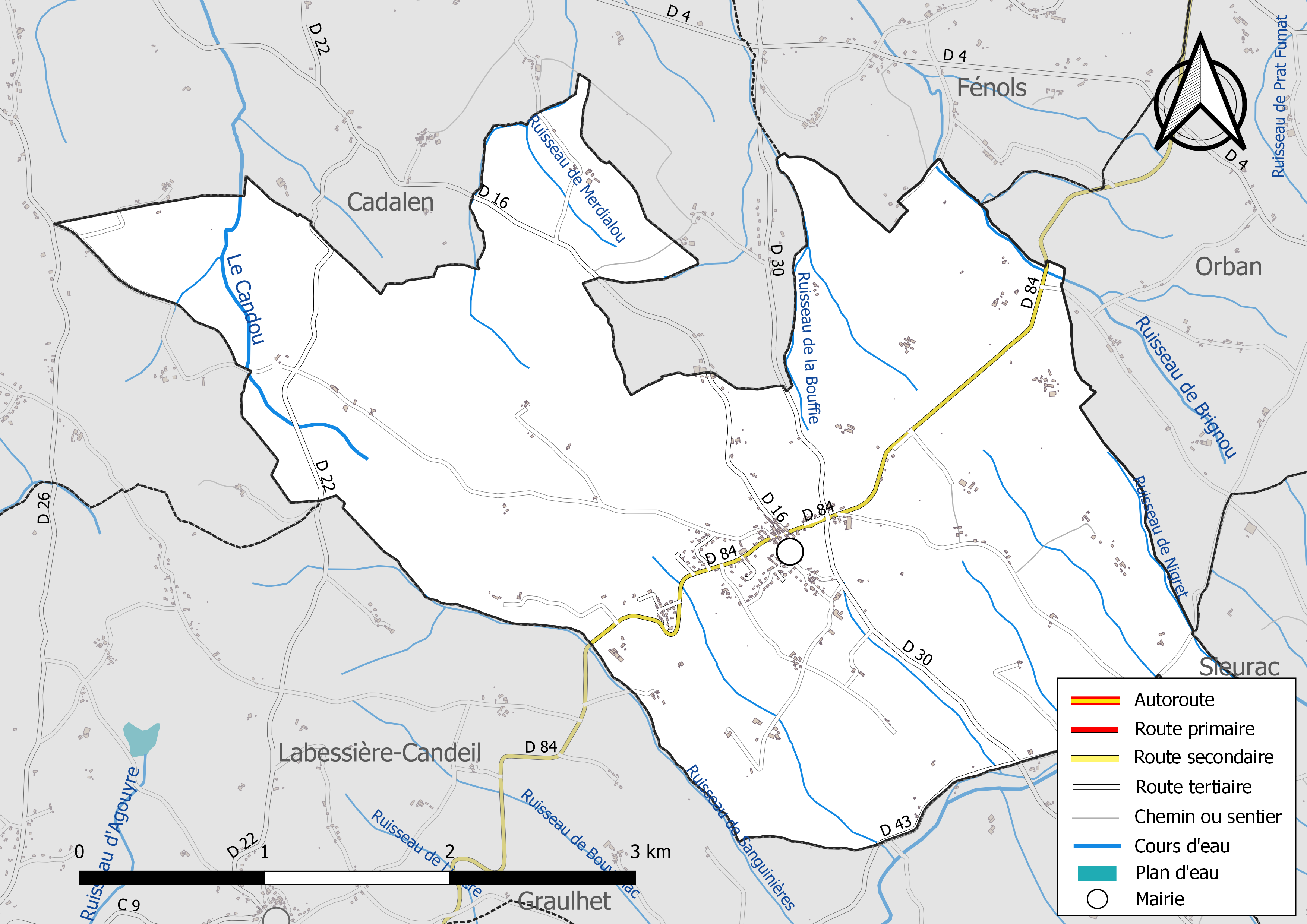
Réseaux hydrographique et routier de Lasgraisses.

### Climat
Pour des articles plus généraux, voir Climat de l'Occitanie et Climat du Tarn.
En 2010, le climat de la commune est de type climat du Bassin du Sud-Ouest, selon une étude du Centre national de la recherche scientifique s'appuyant sur une série de données couvrant la période 1971-2000. En 2020, Météo-France publie une typologie des climats de la France métropolitaine dans laquelle la commune est exposée à un climat océanique altéré et est dans la région climatique Aquitaine, Gascogne, caractérisée par une pluviométrie abondante au printemps, modérée en automne, un faible ensoleillement au printemps, un été chaud (19,5 °C), des vents faibles, des brouillards fréquents en automne et en hiver et des orages fréquents en été (15 à 20 jours).
Pour la période 1971-2000, la température annuelle moyenne est de 12,8 °C, avec une amplitude thermique annuelle de 15,9 °C. Le cumul annuel moyen de précipitations est de 894 mm, avec 10 jours de précipitations en janvier et 5,9 jours en juillet. Pour la période 1991-2020, la température moyenne annuelle observée sur la station météorologique de Météo-France la plus proche, « Albi », sur la commune du Sequestre à 12 km à vol d'oiseau, est de 13,8 °C et le cumul annuel moyen de précipitations est de 733,9 mm. 
La température maximale relevée sur cette station est de 42,3 °C, atteinte le 23 août 2023 ; la température minimale est de −20,4 °C, atteinte le 16 janvier 1985,,.
Les paramètres climatiques de la commune ont été estimés pour le milieu du siècle (2041-2070) selon différents scénarios d'émission de gaz à effet de serre à partir des nouvelles projections climatiques de référence DRIAS-2020. Ils sont consultables sur un site dédié publié par Météo-France en novembre 2022.

### Milieux naturels et biodiversité

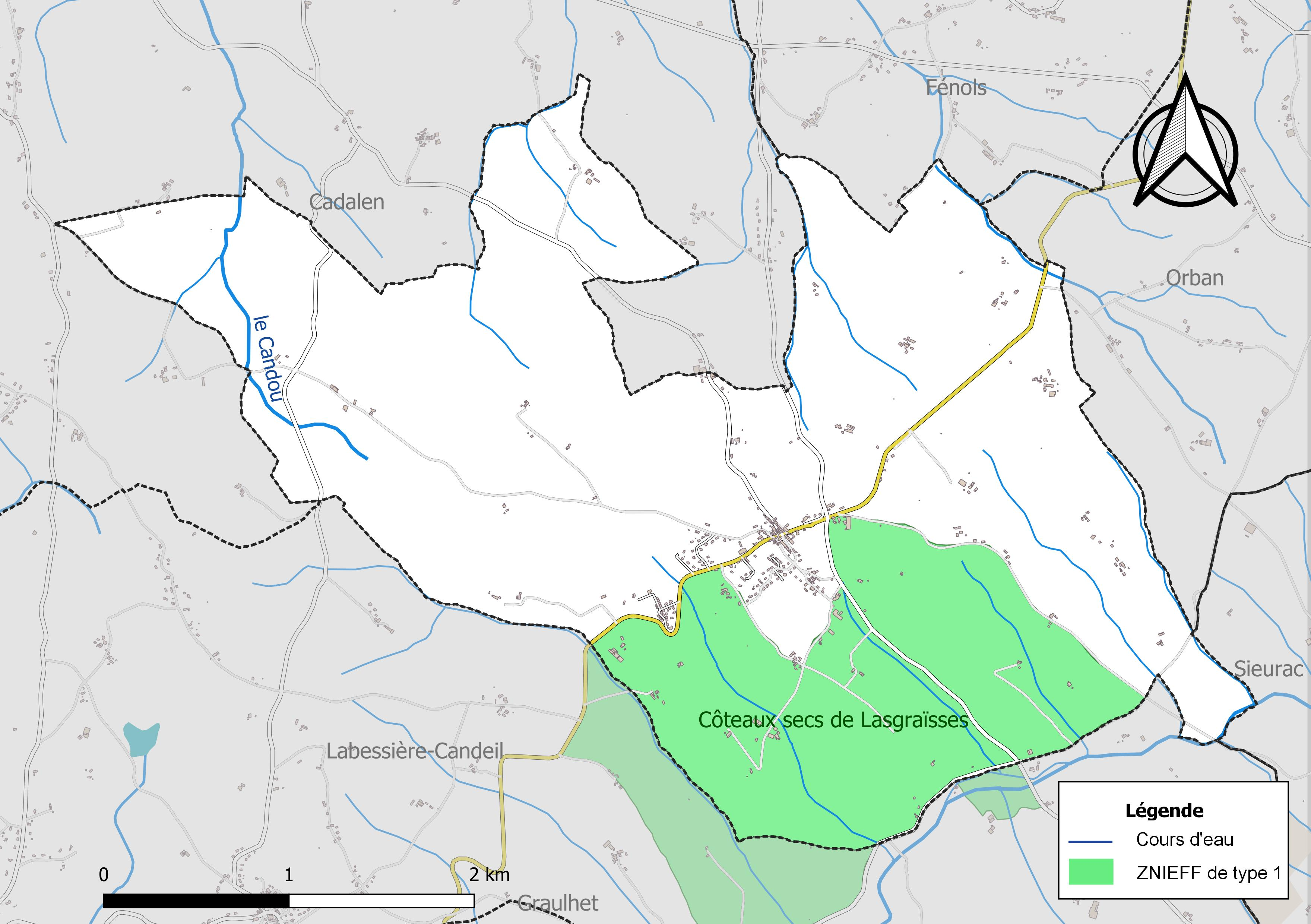
Carte de la ZNIEFF de type 1 localisée sur la commune.

L’inventaire des zones naturelles d'intérêt écologique, faunistique et floristique (ZNIEFF) a pour objectif de réaliser une couverture des zones les plus intéressantes sur le plan écologique, essentiellement dans la perspective d’améliorer la connaissance du patrimoine naturel national et de fournir aux différents décideurs un outil d’aide à la prise en compte de l’environnement dans l’aménagement du territoire.
Une ZNIEFF de type 1 est recensée sur la commune :
les « coteaux secs de Lasgraïsses » (401 ha), couvrant 2 communes du département.

## Urbanisme

### Typologie
Au 1er janvier 2024, Lasgraisses est catégorisée commune rurale à habitat dispersé, selon la nouvelle grille communale de densité à sept niveaux définie par l'Insee en 2022.
Elle est située hors unité urbaine. Par ailleurs la commune fait partie de l'aire d'attraction d'Albi, dont elle est une commune de la couronne,. Cette aire, qui regroupe 91 communes, est catégorisée dans les aires de 50 000 à moins de 200 000 habitants,.

### Occupation des sols
L'occupation des sols de la commune, telle qu'elle ressort de la base de données européenne d’occupation biophysique des sols Corine Land Cover (CLC), est marquée par l'importance des territoires agricoles (98,8 % en 2018), une proportion identique à celle de 1990 (98,8 %). La répartition détaillée en 2018 est la suivante : 
terres arables (93,3 %), zones agricoles hétérogènes (5,5 %), forêts (1,2 %). L'évolution de l’occupation des sols de la commune et de ses infrastructures peut être observée sur les différentes représentations cartographiques du territoire : la carte de Cassini (XVIIIe siècle), la carte d'état-major (1820-1866) et les cartes ou photos aériennes de l'IGN pour la période actuelle (1950 à aujourd'hui).

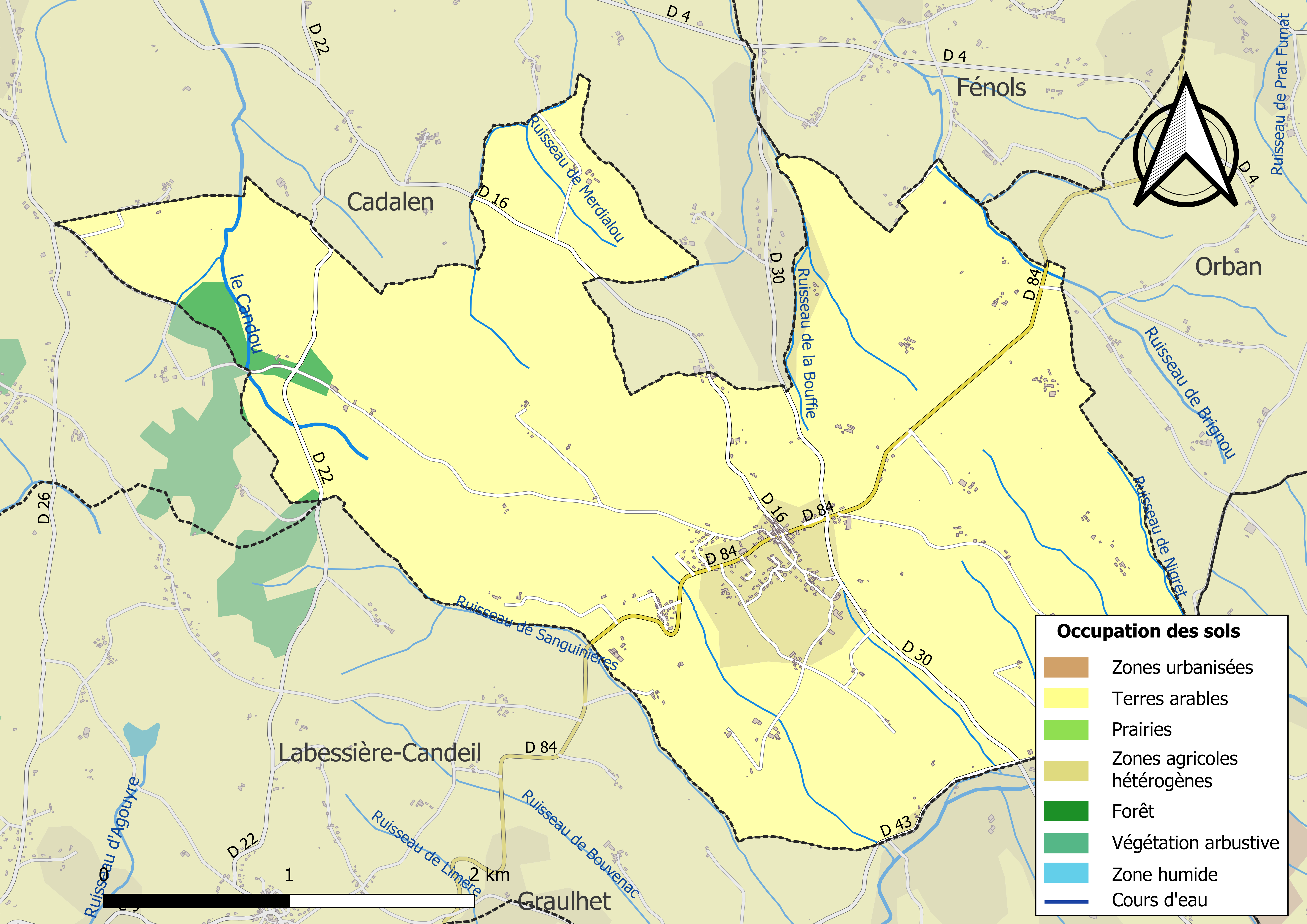
Carte des infrastructures et de l'occupation des sols de la commune en 2018 (CLC).

### Risques majeurs
Le territoire de la commune de Lasgraisses est vulnérable à différents aléas naturels : météorologiques (tempête, orage, neige, grand froid, canicule ou sécheresse), inondations, mouvements de terrains et séisme (sismicité très faible). Il est également exposé à un risque technologique,  le transport de matières dangereuses. Un site publié par le BRGM permet d'évaluer simplement et rapidement les risques d'un bien localisé soit par son adresse soit par le numéro de sa parcelle.

#### Risques naturels
Certaines parties du territoire communal sont susceptibles d’être affectées par le risque d’inondation par débordement de cours d'eau, notamment le Candou et l'Agros. La cartographie des zones inondables en ex-Midi-Pyrénées réalisée dans le cadre du XIe Contrat de plan État-région, visant à informer les citoyens et les décideurs sur le risque d’inondation, est accessible sur le site de la DREAL Occitanie. La commune a été reconnue en état de catastrophe naturelle au titre des dommages causés par les inondations et coulées de boue survenues en 1982,.
Lasgraisses est exposée au risque de feu de forêt. En 2022, il n'existe pas de Plan de Prévention des Risques incendie de forêt (PPRif). Le débroussaillement aux abords des maisons constitue l’une des meilleures protections pour les particuliers contre le feu,.

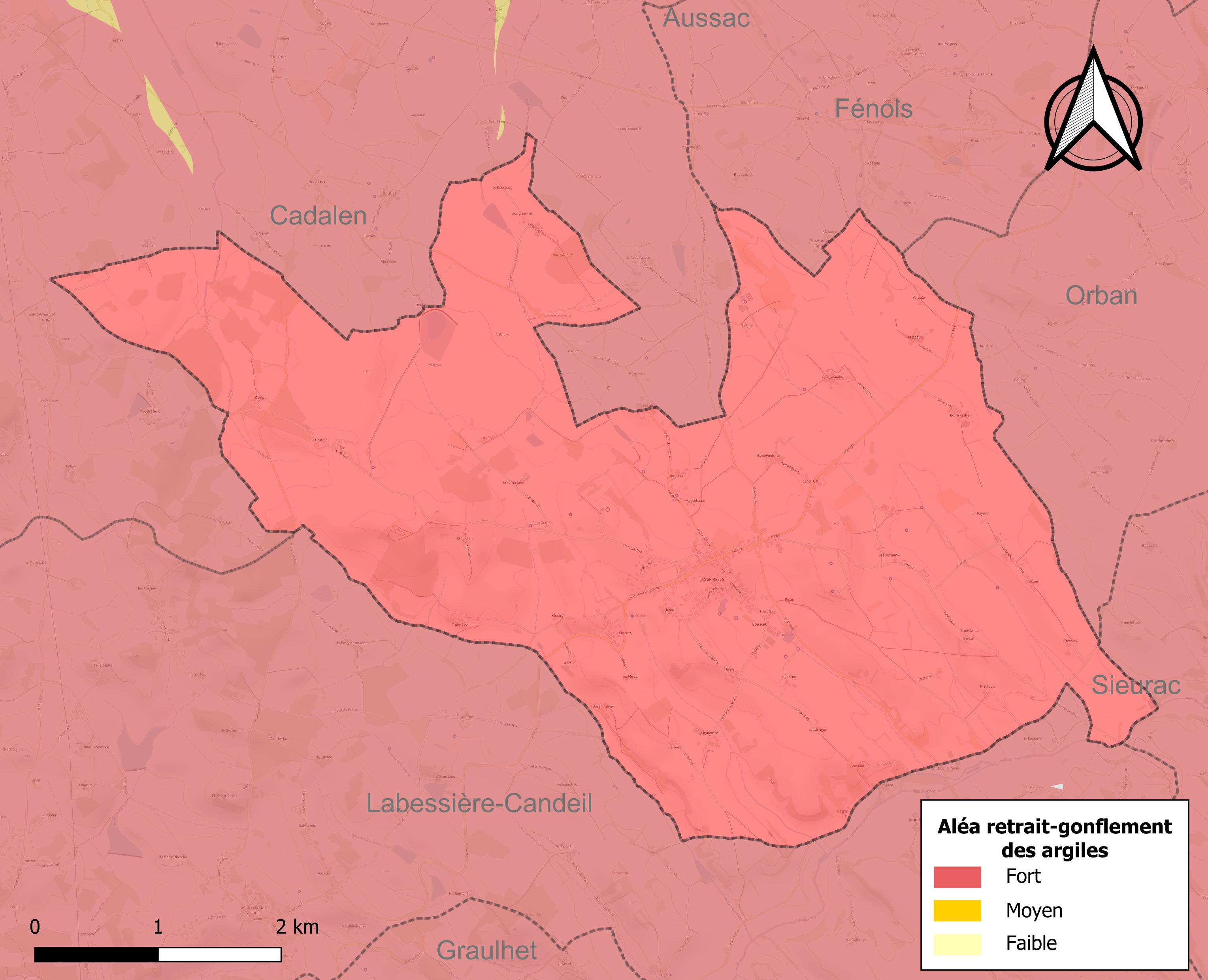
Carte des zones d'aléa retrait-gonflement des sols argileux de Lasgraisses.

La commune est vulnérable au risque de mouvements de terrains constitué principalement du retrait-gonflement des sols argileux. Cet aléa est susceptible d'engendrer des dommages importants aux bâtiments en cas d’alternance de périodes de sécheresse et de pluie. La totalité de la commune est en aléa moyen ou fort (76,3 % au niveau départemental et 48,5 % au niveau national). Sur les 245 bâtiments dénombrés sur la commune en 2019, 245 sont en aléa moyen ou fort, soit 100 %, à comparer aux 90 % au niveau départemental et 54 % au niveau national. Une cartographie de l'exposition du territoire national au retrait gonflement des sols argileux est disponible sur le site du BRGM,.
Par ailleurs, afin de mieux appréhender le risque d’affaissement de terrain, l'inventaire national des cavités souterraines permet de localiser celles situées sur la commune.

#### Risques technologiques
Le risque de transport de matières dangereuses sur la commune est lié à sa traversée par des infrastructures routières ou ferroviaires importantes ou la présence d'une canalisation de transport d'hydrocarbures. Un accident se produisant sur de telles infrastructures est susceptible d’avoir des effets graves sur les biens, les personnes ou l'environnement, selon la nature du matériau transporté. Des dispositions d’urbanisme peuvent être préconisées en conséquence.

## Histoire

### Héraldique
| Lasgraisses | Son blasonnement est : D'argent au chef palé d'argent et de gueules de douze pièces. |

## Politique et administration
| Période                                  | Période       | Identité           | Étiquette | Qualité     |
| ---------------------------------------- | ------------- | ------------------ | --------- | ----------- |
| Les données manquantes sont à compléter. |               |                    |           |             |
| mars 1965                                | novembre 1983 | René Alquier       | MRG       | Agriculteur |
| mars 1984                                | mars 2001     | Christian Blanc    | .         | Agriculteur |
| mars 2001                                | 2012          | Jacques Cartiaux   | PS        | Ingénieur   |
| juillet 2012                             | En cours      | Marie-Odile Riboud |           | Infirmière  |

## Démographie
| 1793 | 1800 | 1806 | 1821 | 1831 | 1836 | 1841 | 1846 | 1851 |
| ---- | ---- | ---- | ---- | ---- | ---- | ---- | ---- | ---- |
| 433  | 522  | 602  | 623  | 791  | 788  | 725  | 748  | 718  |

| 1856 | 1861 | 1866 | 1872 | 1876 | 1881 | 1886 | 1891 | 1896 |
| ---- | ---- | ---- | ---- | ---- | ---- | ---- | ---- | ---- |
| 675  | 608  | 594  | 529  | 572  | 571  | 554  | 527  | 488  |

| 1901 | 1906 | 1911 | 1921 | 1926 | 1931 | 1936 | 1946 | 1954 |
| ---- | ---- | ---- | ---- | ---- | ---- | ---- | ---- | ---- |
| 445  | 427  | 424  | 401  | 411  | 402  | 377  | 328  | 375  |

| 1962 | 1968 | 1975 | 1982 | 1990 | 1999 | 2004 | 2006 | 2009 |
| ---- | ---- | ---- | ---- | ---- | ---- | ---- | ---- | ---- |
| 361  | 356  | 318  | 316  | 314  | 323  | 333  | 335  | 364  |

| 2014 | 2019 | 2022 | - | - | - | - | - | - |
| ---- | ---- | ---- | - | - | - | - | - | - |
| 494  | 550  | 575  | - | - | - | - | - | - |

## Économie

### Revenus
En 2018, la commune compte 215 ménages fiscaux, regroupant 554 personnes. La médiane du revenu disponible par unité de consommation est de 19 430 € (20 400 € dans le département).

### Emploi
|                | 2008  | 2013   | 2018   |
| -------------- | ----- | ------ | ------ |
| Commune        | 6,9 % | 10,1 % | 13,7 % |
| Département    | 8,2 % | 9,9 %  | 10 %   |
| France entière | 8,3 % | 10 %   | 10 %   |

En 2018, la population âgée de 15 à 64 ans s'élève à 313 personnes, parmi lesquelles on compte 80,4 % d'actifs (66,8 % ayant un emploi et 13,7 % de chômeurs) et 19,6 % d'inactifs,. En  2018, le taux de chômage communal (au sens du recensement) des 15-64 ans est supérieur à celui du département et de la France, alors qu'en 2008 la situation était inverse.
La commune fait partie de la couronne de l'aire d'attraction d'Albi, du fait qu'au moins 15 % des actifs travaillent dans le pôle,. Elle compte 42 emplois en 2018, contre 50 en 2013 et 38 en 2008. Le nombre d'actifs ayant un emploi résidant dans la commune est de 210, soit un indicateur de concentration d'emploi de 19,9 % et un taux d'activité parmi les 15 ans ou plus de 61,2 %.
Sur ces 210 actifs de 15 ans ou plus ayant un emploi, 27 travaillent dans la commune, soit 13 % des habitants. Pour se rendre au travail, 91,7 % des habitants utilisent un véhicule personnel ou de fonction à quatre roues, 0,5 % les transports en commun, 2,8 % s'y rendent en deux-roues, à vélo ou à pied et 5,1 % n'ont pas besoin de transport (travail au domicile).

### Activités hors agriculture

#### Secteurs d'activités
49 établissements sont implantés  à Lasgraisses au 31 décembre 2019. Le tableau ci-dessous en détaille le nombre par secteur d'activité et compare les ratios avec ceux du département,.
| Secteur d'activité                                                                                        | Commune | Commune | Département |
| Secteur d'activité                                                                                        | Nombre  | %       | %           |
| --- | ------- | ------- | ----------- |
| Ensemble                                                                                                  | 49      |         |             |
| Industrie manufacturière, industries extractives et autres                                                | 12      | 24,5 %  | (13 %)      |
| Construction                                                                                              | 14      | 28,6 %  | (12,5 %)    |
| Commerce de gros et de détail, transports, hébergement et restauration                                    | 5       | 10,2 %  | (26,7 %)    |
| Activités financières et d'assurance                                                                      | 1       | 2 %     | (3,3 %)     |
| Activités immobilières                                                                                    | 2       | 4,1 %   | (4,2 %)     |
| Activités spécialisées, scientifiques et techniques et activités de services administratifs et de soutien | 6       | 12,2 %  | (13,8 %)    |
| Administration publique, enseignement, santé humaine et action sociale                                    | 6       | 12,2 %  | (15,5 %)    |
| Autres activités de services                                                                              | 3       | 6,1 %   | (9 %)       |

Le secteur de la construction est prépondérant sur la commune puisqu'il représente 28,6 % du nombre total d'établissements de la commune (14 sur les 49 entreprises implantées  à Lasgraisses), contre 12,5 % au niveau départemental.

#### Entreprises et commerces
Ramassée autour d'un centre-bourg avec quelques commerces et artisans (poste-journaux-pain-vin ; garage automobile, maçon-paysagiste, plombier, électricien), la commune est essentiellement agricole (plus de 900 ha sont consacrés à l'élevage et la polyculture). On y est « à la campagne » tout en restant à moins d'un quart d'heure de la ville.

### Agriculture
La commune est dans la « plaine de l'Albigeois et du Castrais », une petite région agricole occupant le centre du département du Tarn. En 2020, l'orientation technico-économique de l'agriculture  sur la commune est la polyculture et/ou le polyélevage. 
|               | 1988  | 2000 | 2010 | 2020 |
| ------------- | ----- | ---- | ---- | ---- |
| Exploitations | 35    | 25   | 19   | 18   |
| SAU (ha)      | 1 141 | 967  | 881  | 785  |

Le nombre d'exploitations agricoles en activité et ayant leur siège dans la commune est passé de 35 lors du recensement agricole de 1988  à 25 en 2000 puis à 19 en 2010 et enfin à 18 en 2020, soit une baisse de 49 % en 32 ans. Le même mouvement est observé à l'échelle du département qui a perdu pendant cette période 58 % de ses exploitations,. La surface agricole utilisée sur la commune a également diminué, passant de 1141 ha en 1988 à 785 ha en 2020. Parallèlement la surface agricole utilisée moyenne par exploitation a augmenté, passant de 33 à 44 ha.

## Vie pratique

### Enseignement
Elle possède une école (regroupement pédagogique avec les communes de Fénols et Orban) et est desservie par l'ADSL (Orange).

### Culture
Son église Notre-Dame vient d'être restaurée, un office dominical y est assuré.

## Culture locale et patrimoine

### Lieux et monuments
- Église Notre-Dame de Lasgraisses.
- Maison natale du colonel Charles-Louis Du Pin dont une pièce entièrement décorée en trompe-l'œil au milieu du XIXe siècle a été inscrite au patrimoine (arrêté du préfet de Région Midi-Pyrénées du 25 mai 2008).
- Découverte en 1885 d'un torque celte et d'un brassard en or datant de l'époque de la Tène (vers les IIIe et IIe siècles av. J.-C.). Ces trésors sont exposés au musée Saint-Raymond à Toulouse.

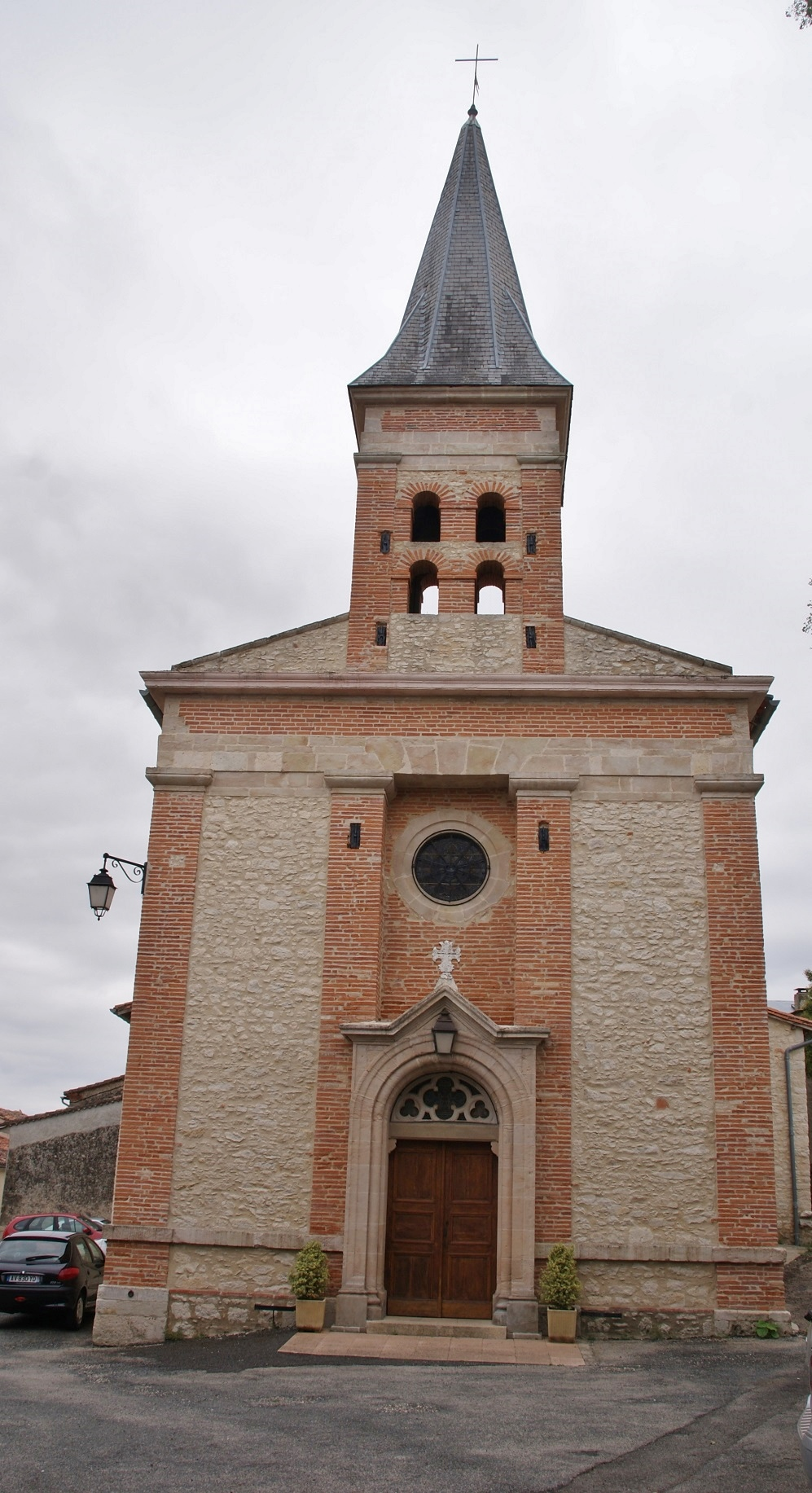
Église paroissiale Notre-Dame de Lasgraisses.
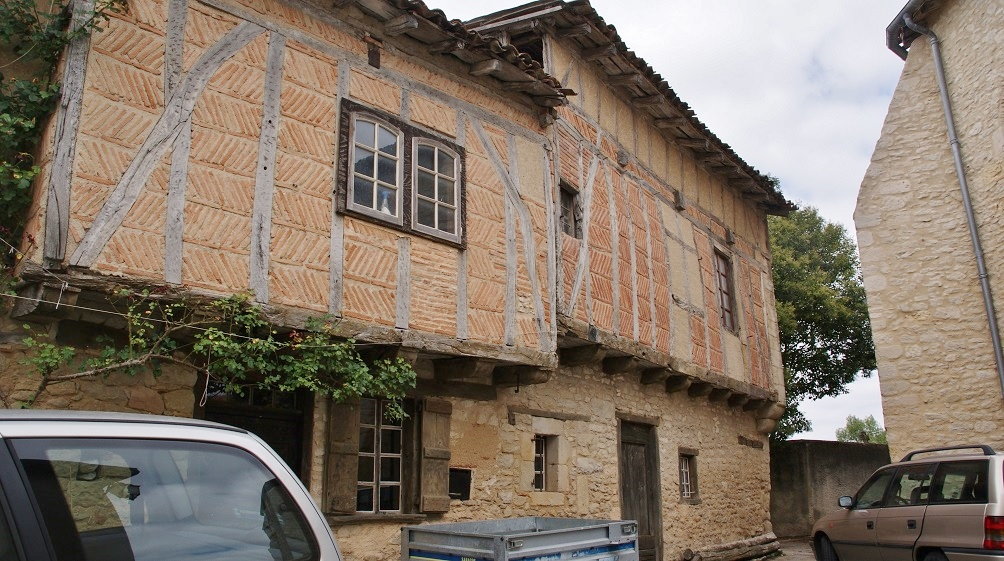
Vieilles maisons près de l'église.
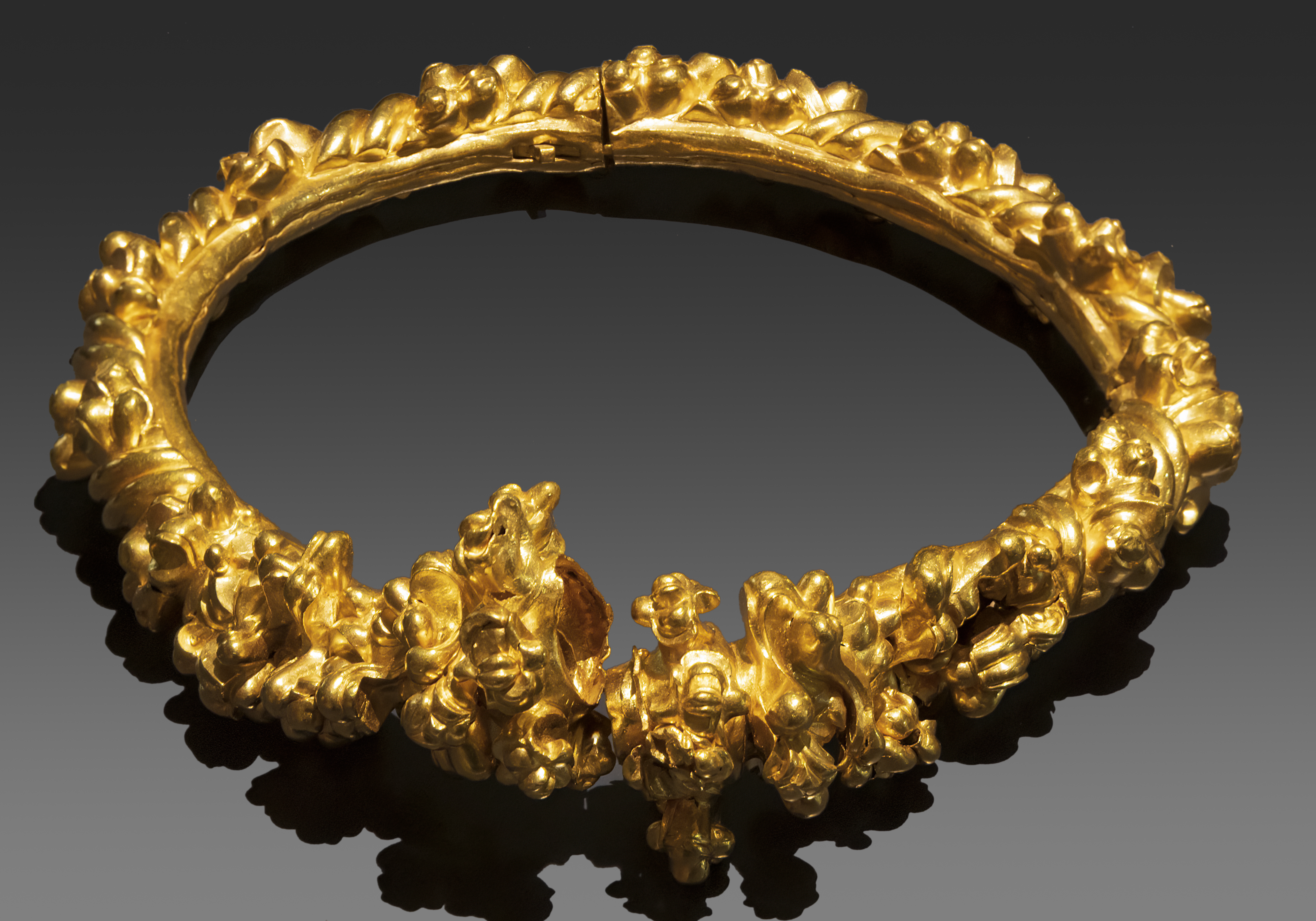
Torque de Lasgraisses, musée Saint-Raymond de Toulouse.
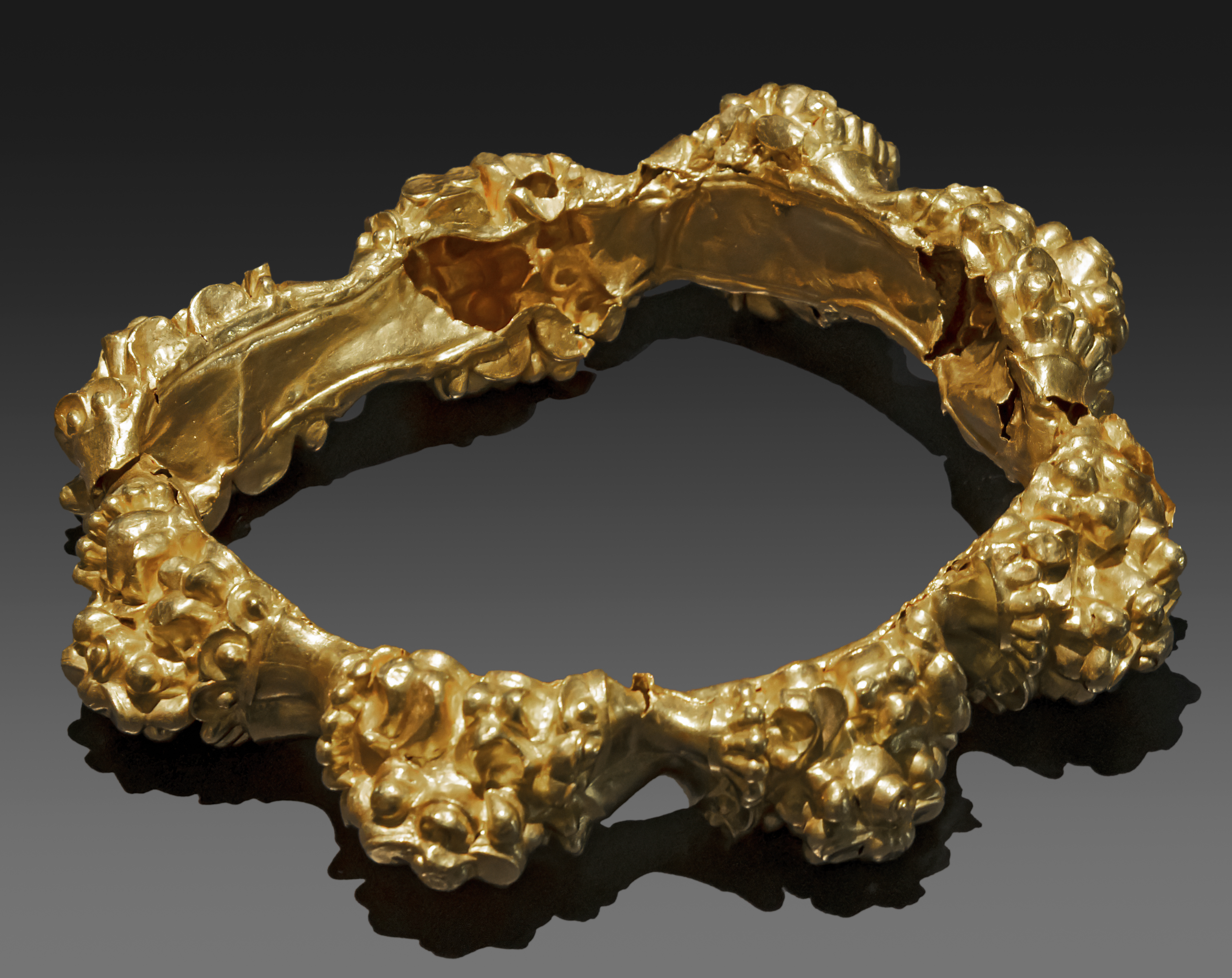
Brassard gaulois, découvert en 1885, conservé au musée Saint-Raymond de Toulouse.

### Personnalités liées à la commune
- Charles-Louis Du Pin (1814-1868), né à Lasgraisses
- Jacques-Pierre de Taffanel de La Jonquière (1685-1752), né à Lasgraisses
- Clément de Taffanel de La Jonquière  (1706-1795), officier de marine né à Lasgraisses
- Lilou Cabanes (2006-pour toujours), super sympa